# Orlando Bridgeman, V conte di Bradford
Orlando Bridgeman, V conte di Bradford (6 ottobre 1873 – 21 marzo 1957) è stato un politico britannico.

## Biografia
Era il figlio di George Bridgeman, IV conte di Bradford, e di sua moglie, Lady Ida Lumley, figlia di Richard Lumley, IX conte di Scarbrough. Frequentò la Harrow School e il Trinity College di Cambridge. A Cambridge, è stato segretario del Pitt Club. Egli succedette al padre come conte nel 1915.

## Carriera
Bridgeman servì nell'esercito britannico, dove si è unito al 3rd (Militia) Battalion of The Royal Scots (Lothian Regiment), ed è stato nominato capitano, il 29 aprile 1899. Ha combattuto nella seconda guerra boera (1899-1902). Ha combattuto nella prima guerra mondiale dal 1915 come tenente colonnello. Bridgeman è stato nominato colonnello onorario del King's Shropshire Light Infantry nel 1939. 
Bridgeman è stato assistente segretario privato di Robert Gascoyne-Cecil, III marchese di Salisbury. Dopo aver preso posto alla Camera dei lord alla morte del padre, Bridgeman divenne un membro del Whip (1919-1924). È stato giudice di pace per Shropshire e ha rappresentato la contea di Warwickshire come vice il tenente.

## Matrimonio
Sposò, il 21 luglio 1904, Margaret Cecilia Bruce (28 ottobre 1882-16 aprile 1949), figlia di Henry Bruce, II barone Aberdare. Ebbero cinque figli:
- Lady Helen Diana Bridgeman (22 giugno 1907-7 maggio 1967)[6], sposò Sir Robert Abdy, V baronetto, ebbero un figlio;
- Ursula Mary Bridgeman (12 luglio 1909-6 maggio 1912);
- Gerald Bridgeman, VI conte di Bradford (29 settembre 1911-30 agosto 1981);
- Lady Anne Pamela Bridgeman (12 giugno 1913-21 maggio 2009), sposò John Pearson, III visconte Cowdray, ebbero tre figli;
- Lady Joan Serena Bridgeman (29 maggio 1916-23 luglio 1935).

## Morte
Morì il 21 marzo 1957.

## Ascendenza
|                                             |                             |                                            | Genitori                                   |  |  | Nonni |  |  | Bisnonni                                  |  |  | Trisnonni                                  |  |
|                                             |                             |                                            |                                            |  |  |       |  |  | 8. George Bridgeman, II conte di Bradford |  |  | 16. Orlando Bridgeman, I conte di Bradford |  |
|                                             |                             |                                            |                                            |  |  |       |  |  | 8. George Bridgeman, II conte di Bradford |  |  | 16. Orlando Bridgeman, I conte di Bradford |  |
|                                             |                             | 17. Elizabeth Byng                         |                                            |  |  |       |  |  | 8. George Bridgeman, II conte di Bradford |  |  |                                            |  |
| 4. Orlando Bridgeman, III conte di Bradford |                             |                                            |                                            |  |  |       |  |  | 8. George Bridgeman, II conte di Bradford |  |  |                                            |  |
|                                             |                             | 9. Georgina Elizabeth Moncreiffe           | 18. Thomas Moncreiffe, V Baronetto         |  |  |       |  |  |                                           |  |  |                                            |  |
|                                             |                             | 9. Georgina Elizabeth Moncreiffe           | 18. Thomas Moncreiffe, V Baronetto         |  |  |       |  |  |                                           |  |  |                                            |  |
|                                             |                             | 9. Georgina Elizabeth Moncreiffe           | 19. Elisabeth Ramsay                       |  |  |       |  |  |                                           |  |  |                                            |  |
| 2. George Bridgeman, IV conte di Bradford   |                             | 9. Georgina Elizabeth Moncreiffe           |                                            |  |  |       |  |  |                                           |  |  |                                            |  |
|                                             |                             | 10. Cecil Weld-Forester, I barone Forester | 20. Cecil Forester                         |  |  |       |  |  |                                           |  |  |                                            |  |
|                                             |                             | 10. Cecil Weld-Forester, I barone Forester | 20. Cecil Forester                         |  |  |       |  |  |                                           |  |  |                                            |  |
|                                             |                             | 10. Cecil Weld-Forester, I barone Forester | 21. Anne Townshend                         |  |  |       |  |  |                                           |  |  |                                            |  |
| 5. Selina Louisa Weld-Forester              |                             | 10. Cecil Weld-Forester, I barone Forester |                                            |  |  |       |  |  |                                           |  |  |                                            |  |
|                                             |                             | 11. Katherine Mary Manners                 | 22. Charles Manners, IV duca di Rutland    |  |  |       |  |  |                                           |  |  |                                            |  |
|                                             |                             | 11. Katherine Mary Manners                 | 22. Charles Manners, IV duca di Rutland    |  |  |       |  |  |                                           |  |  |                                            |  |
|                                             |                             | 11. Katherine Mary Manners                 | 23. Mary Somerset                          |  |  |       |  |  |                                           |  |  |                                            |  |
| 1. Orlando Bridgeman, V conte di Bradford   |                             | 11. Katherine Mary Manners                 |                                            |  |  |       |  |  |                                           |  |  |                                            |  |
|                                             | 12. Frederick Lumley-Savile | 24. Frederick Lumley                       |                                            |  |  |       |  |  |                                           |  |  |                                            |  |
|                                             | 12. Frederick Lumley-Savile | 24. Frederick Lumley                       |                                            |  |  |       |  |  |                                           |  |  |                                            |  |
|                                             | 12. Frederick Lumley-Savile | 25. Harriet Anne Boddington                |                                            |  |  |       |  |  |                                           |  |  |                                            |  |
| 6. Richard Lumley, IX conte di Scarbrough   | 12. Frederick Lumley-Savile |                                            |                                            |  |  |       |  |  |                                           |  |  |                                            |  |
|                                             |                             | 13. Charlotte Mary Beresford               | 26. George Beresford                       |  |  |       |  |  |                                           |  |  |                                            |  |
|                                             |                             | 13. Charlotte Mary Beresford               | 26. George Beresford                       |  |  |       |  |  |                                           |  |  |                                            |  |
|                                             |                             | 13. Charlotte Mary Beresford               | 27. Frances Bushe                          |  |  |       |  |  |                                           |  |  |                                            |  |
| 3. Ida Lumley                               |                             | 13. Charlotte Mary Beresford               |                                            |  |  |       |  |  |                                           |  |  |                                            |  |
|                                             |                             | 14. Andrew Drummond                        | 28. Andrew Berkeley Drummond               |  |  |       |  |  |                                           |  |  |                                            |  |
|                                             |                             | 14. Andrew Drummond                        | 28. Andrew Berkeley Drummond               |  |  |       |  |  |                                           |  |  |                                            |  |
|                                             |                             | 14. Andrew Drummond                        | 29. Mary Perceval                          |  |  |       |  |  |                                           |  |  |                                            |  |
| 7. Frederica Mary Adeliza Drummond          |                             | 14. Andrew Drummond                        |                                            |  |  |       |  |  |                                           |  |  |                                            |  |
|                                             |                             | 15. Elizabeth Frederica Manners            | 30. John Manners, V duca di Rutland        |  |  |       |  |  |                                           |  |  |                                            |  |
|                                             |                             | 15. Elizabeth Frederica Manners            | 30. John Manners, V duca di Rutland        |  |  |       |  |  |                                           |  |  |                                            |  |
|                                             |                             | 15. Elizabeth Frederica Manners            | 31. Elizabeth Manners, duchessa di Rutland |  |  |       |  |  |                                           |  |  |                                            |  |
|                                             |                             | 15. Elizabeth Frederica Manners            |                                            |  |  |       |  |  |                                           |  |  |                                            |  |